# Oj, svijetla majska zoro
Oj, svijetla majska zoro (em cirílico montenegrino: Ој, свијетла мајска зоро; em português:  Oh, clara alvorada de maio) é o hino nacional de Montenegro. Escrito e composto por Sekula Drljević, foi adotado em 12 de julho de 2004, enquanto ainda fazia parte da Sérvia e Montenegro.